# Hans-Reinhard Koch (Jurist)

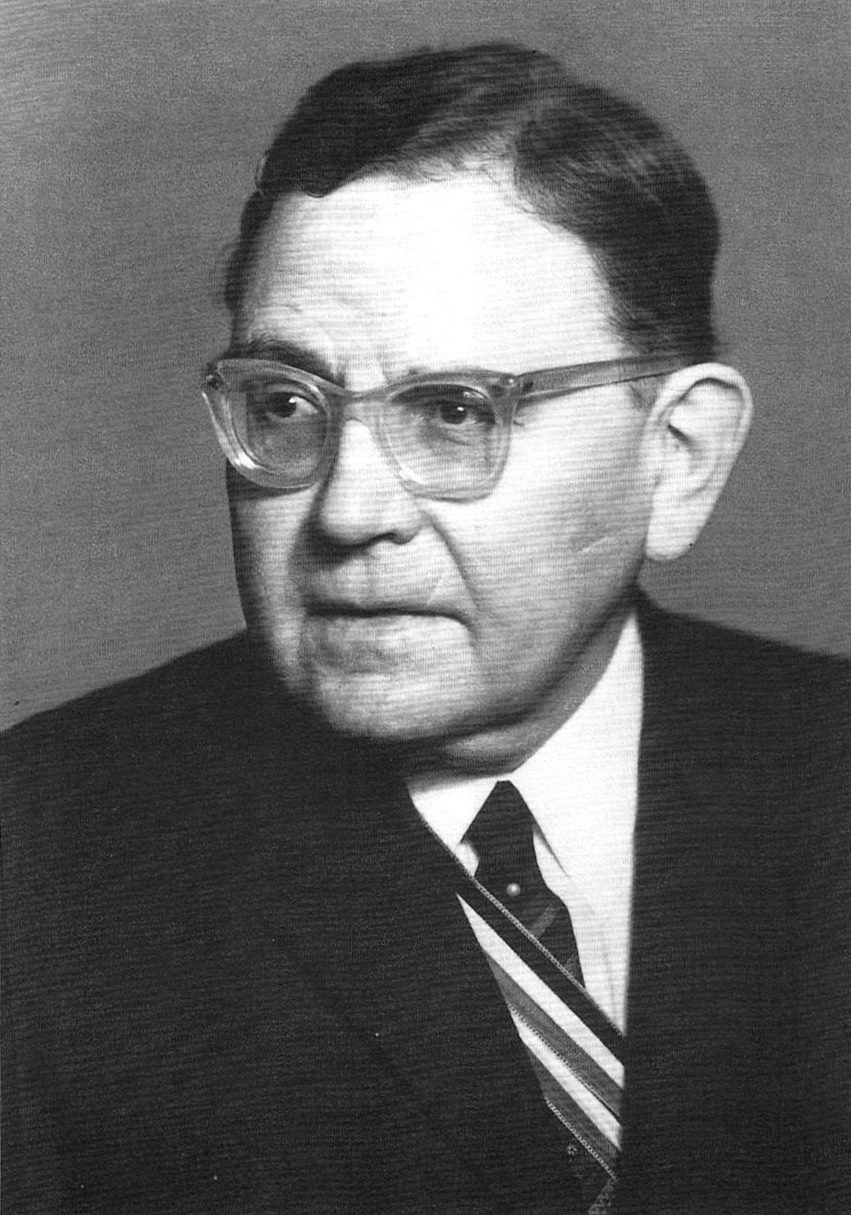
Hans-Reinhard Koch

Hans-Reinhard Koch (* 29. Oktober 1902 in Halle (Saale); † 14. April 1997 in Bonn) war ein deutscher Verwaltungsjurist und SS-Oberführer.

## Leben
Als Sohn des Oberkriegsgerichtsrats Wilhelm Koch begann Koch Rechtswissenschaft an der Hessischen Ludwigs-Universität zu studieren. 1921 wurde er im Corps Hassia aktiv. Als Inaktiver wechselte er an die Friedrich-Wilhelms-Universität Berlin. Er machte dort das Referendarexamen (1930) und promovierte zum Dr. iur. utr. (1931). Zum 1. März 1931 trat er der NSDAP bei (Mitgliedsnummer 475.684). Die SS nahm ihn 1933 auf (SS-Nummer 79.652).
Nach der mit Prädikat bestandenen Assessorprüfung trat er 1933 in die innere Verwaltung Hessens. Als Regierungsrat kam er nach Darmstadt und wenig später zum Stab des Reichsstatthalters im Volksstaat Hessen. 1934 wurde er Landrat des Kreises Offenbach. Nach dem Anschluss Österreichs wurde er 1938 dem Landeshauptmann Oberösterreichs in Linz zugeordnet. Mit der Angliederung des Sudetenlandes infolge des Münchner Abkommens wurde er dem Reichskommissar für die Sudetendeutschen Gebiete in Reichenberg überwiesen und mit dem Aufbau der deutschen Verwaltung beauftragt.
1939 wechselte er nach Tirol-Vorarlberg. In Innsbruck vertrat er als „Regierungspräsident“ den Reichsstatthalter in der staatlichen Verwaltung; Regierungsbezirke gab es in den österreichischen Reichsgauen nicht. Wegen eines Loyalitätskonflikts mit Franz Hofer wurde Koch 1941 als Leiter der Hauptabteilung Verwaltung beim deutschen Reichskommissar in Oslo versetzt. Er übernahm dieses Amt Mitte 1941 von SS-Oberführer Hans Dellbrügge. Der autoritär regierende Reichskommissar Josef Terboven übertrug ihm, als er angesichts der erlittenen Niederlage, am 8. Mai 1945 Suizid beging – am Tag der bedingungslosen Kapitulation der Wehrmacht – die laufenden Amtsgeschäfte. Koch wurde von den Engländern in lange Einzelhaft genommen. Dank der Bemühungen eines Angehörigen des Schweizerischen Roten Kreuzes, dem er während des Krieges bei der Betreuung alliierter Kriegsgefangener die Wege geebnet hatte, wurde er auf einem deutschen Dampfer von Oslo nach Hamburg abgeschoben. Der Persilschein der Briten war so wirkungsmächtig, dass er nach kurzer Zeit entlassen wurde und nach Bonn zu seiner Familie reisen konnte.
Als ein Entnazifizierungsverfahren eröffnet worden war, ging Koch gegen die belastenden Urteile der Spruchkammerverfahren in Revision. Schließlich wurde er als „Mitläufer“ eingestuft, was die Grundlage für eine künftige zivile Existenz als Rechtsanwalt war.
Von 1951 bis 1977 betrieb er eine Anwaltskanzlei in Bonn. 1951 wurde er Gründungsvorsitzender der Arbeitsgemeinschaft Andernach. Das Corps Rhenania Bonn verlieh ihm 1952 das Band. 1953 gab er den Anstoß zur Gründung des Verbandes für Studentenwohnheime e. V., dem er bis 1976 als geschäftsführendes Vorstandsmitglied diente; 1996 wurde er zum Ehrenvorsitzenden ernannt. Wie Herbert Scherer für den Weinheimer Senioren-Convent erarbeitete und unterschrieb er für den Kösener Senioren-Convents-Verband den zweiten Kartellvertrag mit dem WSC (1954). Für seine Verdienste um das Korporationsstudententum ehrte ihn der Convent Deutscher Akademikerverbände mit der Fabricius-Medaille. Von 1967 bis 1972 saß er im VAC-Vorstand Bonn I.
Zweimal erhielt er die  Silberschale des VAC.

## Nachlass
Kochs Nachlass befindet sich im Kösener Archiv im Institut für Hochschulkunde an der Julius-Maximilians-Universität Würzburg.